# Jonny Moseley
Jonny Moseley, född den 27 augusti 1975 i San Juan, Puerto Rico, är en amerikansk freestyleåkare.
Han tog OS-guld i herrarnas puckelpist i samband med de olympiska freestyletävlingarna 1998 i Nagano.